# (10481) Есипов
(10481) Есипов (лат. Esipov) — типичный астероид главного пояса, открыт 23 августа 1982 года советским астрономом Николаем Черных в Крымской астрофизической обсерватории и 24 июня 2002 года назван в честь советского и российского астронома Валентина Есипова.

## Обнаружение и именование
(10481) Есипов
Открыт 23 августа 1982 года в Крымской астрофизической обсерватории Н. С. Черных.
Валентин Фёдорович Есипов (р. 1933) — заведующий отделом радиоастрономии Астрономического института имени Штернберга Московского университета, специалист в области астрономического приборостроения и выдающийся наблюдатель. Особенно известен своими спектроскопическими исследованиями галактик и переменных звёзд.
Оригинальный текст (англ.)10481 Esipov
Discovered 1982 Aug. 23 by N. S. Chernykh at the Crimean Astrophysical Observatory.
Valentin Feodorovich Esipov (b. 1933) is head of the radioastronomy department at the Sternberg Astronomical Institute, Moscow University. A specialist in astronomical instrument-making and an outstanding observer, he is particularly known for his spectroscopic research on galaxies and unstable stars.
Источники: 20020624/MPCPages.arc; M.P.C. 46010.

## Орбита

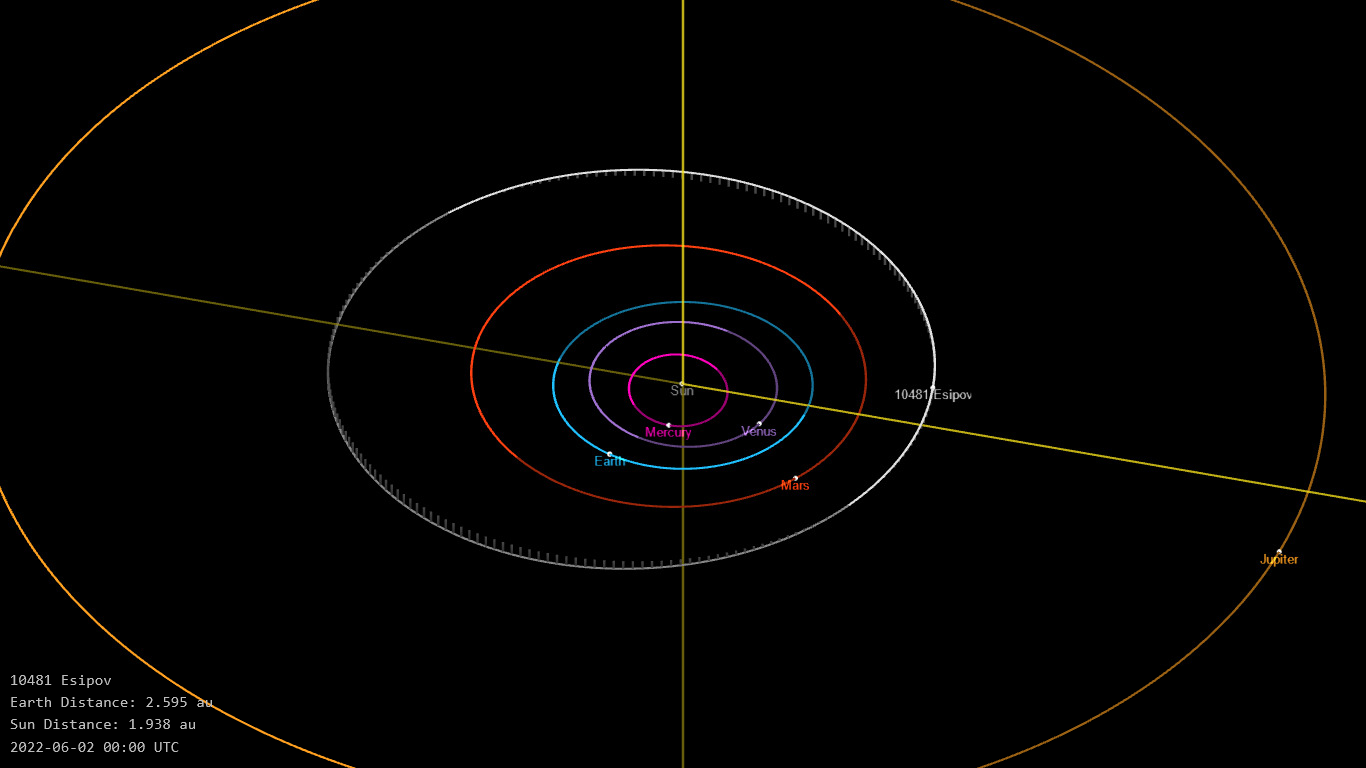
Орбита астероида Есипов и его положение в Солнечной системе

## Физические характеристики
Астероид относится к таксономическому классу S.
По результатам наблюдений в видимом и ближнем инфракрасном диапазоне космического телескопа NEOWISE диаметр астероида сначала оценивался равным 8,255±0,054 км, позже — 7,52±2,41 км, 7,040±0,141 км, 6,38±1,40 км и 7,36±1,71 км. Согласно тем же источникам альбедо оценивается как 0,0531±0,0086, 0,04±0,04, 0,090±0,013, 0,063±0,039 и 0,040±0,021.